# Ovo de Páscoa

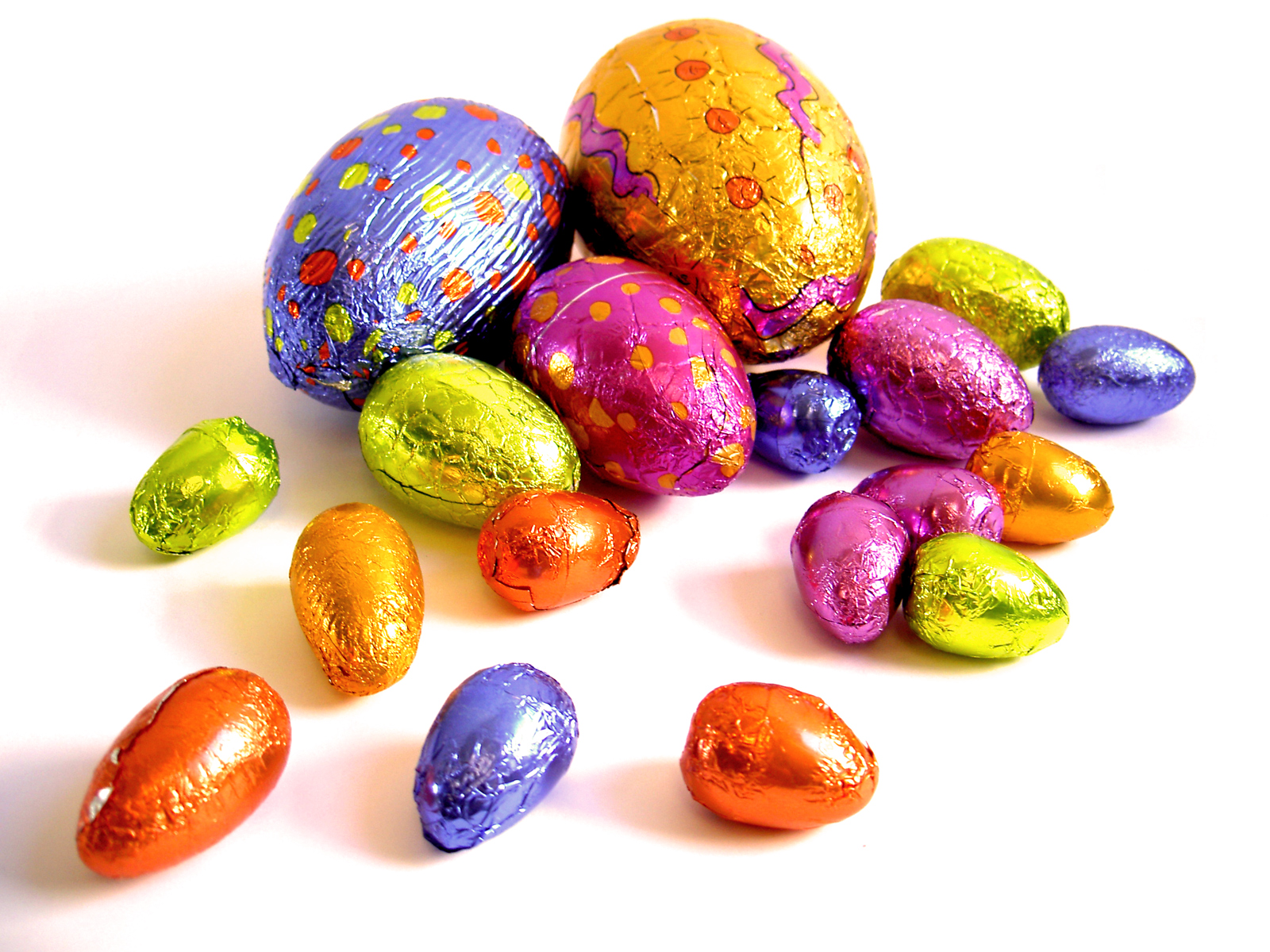
Ovos de Páscoa.

O Ovo de Páscoa é um ovo, normalmente de chocolate, inteiro, pintado com gravuras ou com várias cores, para simbolizar a ressurreição de Cristo e celebrar a Páscoa, em muitos países.
Geralmente oco, mas também com recheios ou brinquedos dentro. Os ovos de Páscoa recheados costumam ser artesanais, enquanto os ocos (que vêm com brinquedo dentro) normalmente são industrializados. Alguns dos recheios comuns são: brigadeiro, doce de leite, creme de avelã, churros, floresta negra (chocolate com morango), entre outros. Costuma ser envolto por papéis laminados, e também distribuído como presente aos amigos e crianças nas festividades da Páscoa cristã.

## Origem

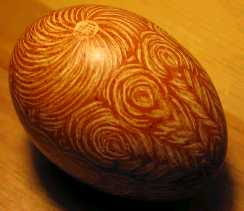
Ovo de Páscoa

O ovo é símbolo bastante antigo, anterior ao Cristianismo, que representa a fertilidade e o renascimento da vida. Muitos séculos antes do nascimento de Cristo, a troca de ovos no Equinócio da Primavera (21 de Março) era um costume que celebrava o fim do Inverno e o início da primavera. Para obterem uma boa colheita, os agricultores enterravam ovos nas terras de cultivo.
Quando a Páscoa cristã começou a ser celebrada, a cultura pagã de festejo da Primavera foi integrada na Semana Santa. Os cristãos passaram a ver no ovo um símbolo da ressurreição de Cristo. O ovo de chocolate ou ovos de Páscoa, que são uma tradição milenar, passou a ser relacionada ao cristianismo. Costumava-se pintar um ovo oco de galinha de cores bem alegres, pois a Páscoa é uma data festiva que comemora a ressurreição de Jesus Cristo, sendo o ovo um símbolo de nascimento. Outros povos como os gregos e os egípcios também coloriam ovos de galinha oco, porém, em datas diferentes.
Colorir e decorar ovos é um costume também bastante antigo praticado no Oriente. Nos países da Europa de Leste, os ortodoxos tornaram-se grandes especialistas em transformar ovos em obras de arte. Da Rússia à Grécia, os ortodoxos costumam pintar os ovos de vermelho. Já no Brasil, o doce dominante é o chocolate. A tradição é tão forte que a Quinta-feira Santa é conhecida por Quinta-feira de Páscoa, dia de comer o Ovos da Páscoa. Na Bulgária, em vez de se esconder os ovos, luta-se com eles na mão. Há verdadeiras batalhas campais. Toda a gente tem de carregar um ovo e quem conseguir a proeza de o manter intacto até ao fim será o mais bem sucedido da família até à próxima Páscoa.
Das tradições da Europa Oriental, o hábito passou aos demais países. Eduardo I de Inglaterra oferecia ovos banhados em ouro aos súditos preferidos. Luís XIV de França os mandava, pintados e decorados, como presentes. Isso iniciou a moda de fazê-los artificiais, de madeira, porcelana e metal, contendo alegras surpresas aos presenteados. Seu sucessor Luís XV presenteou sua amante 33 anos mais jovem, Madame du Barry, com um enorme ovo, o qual continha uma estátua de Cupido. Essas tradições inspiraram também Peter Carl Fabergé na criação dos famosos e valiosos Ovos Fabergé.
Os ovos de chocolate vieram dos Pâtissiers franceses que recheavam ovos de galinha, depois de esvaziados de clara e gema, com chocolate e os pintavam por fora. Os pais costumavam esconder ovos nos jardins para que as crianças os encontrassem na época da Páscoa. Com melhores tecnologias, a partir do final do século XIX, se difundiram os ovos totalmente feitos de chocolate, utilizados até hoje.

## Números, tamanhos e pesos

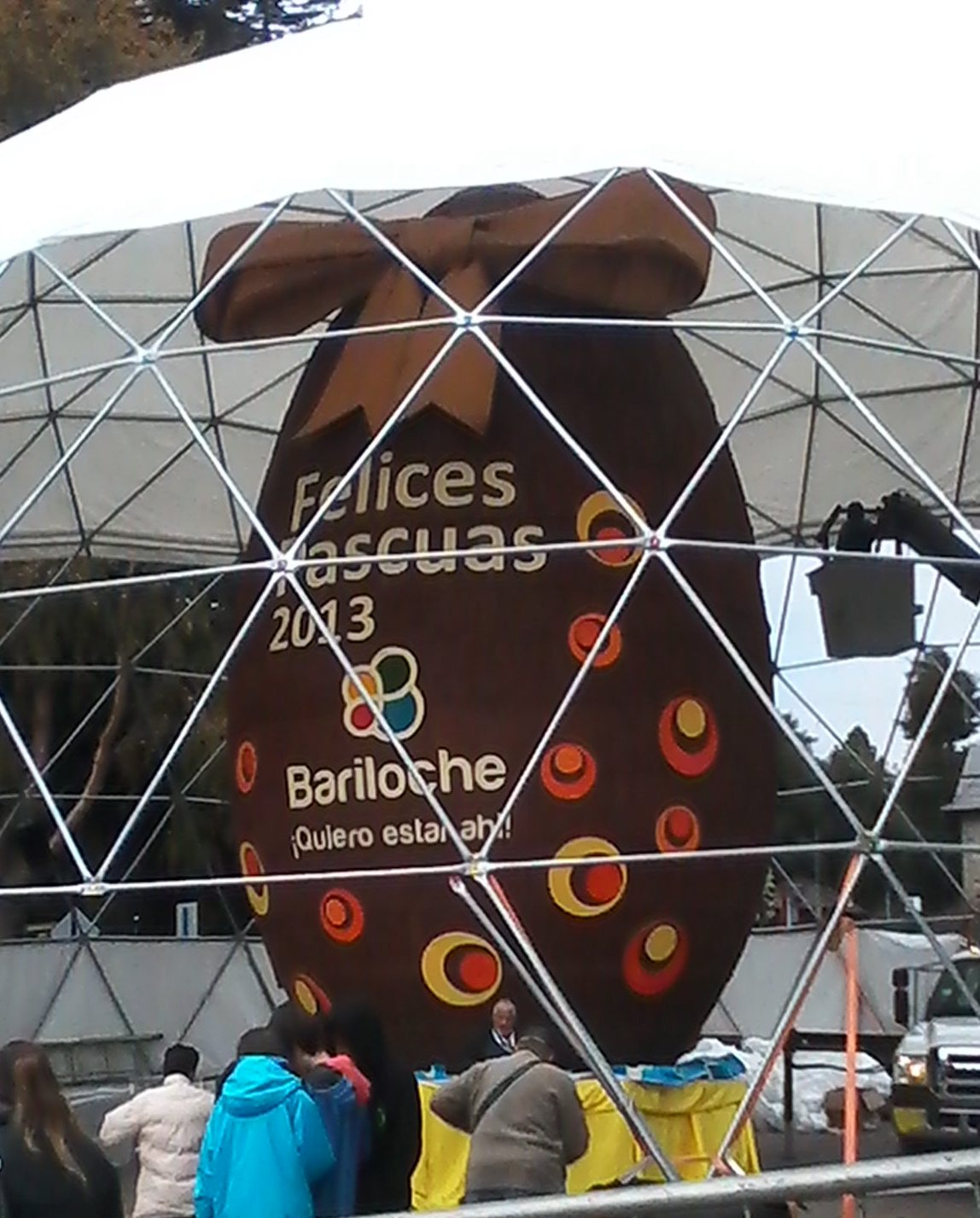
Ovo de Páscoa gigante

A numeração não é padronizada, e segundo o levantamento do IDEC uma mesma marca pode apresentar ovos do mesmo número com gramatura variada. É possível, por exemplo, encontrar ovos de tamanho 20 de 300 a 350 gramas, uma diferença de 25%. Ainda, segundo o IDEC, ovos recheados com brinquedos costumam ter menos chocolate que os números equivalentes sem brindes.
O número serve apenas como indicação de tamanho do ovo, mas a espessura pode variar, e mesmo o tamanho não é padronizado - cada marca usa o que melhor lhe convier.
É importante lembrar que o InMetro exige que fabricantes informem nas embalagens o peso líquido (peso do chocolate em si) e bruto (peso total com embalagem e brinde) dos ovos.

## A Páscoa no Mundo

### Bélgica e França
Nesses países, os sinos das igrejas não tocam entre a Sexta-Feira da Paixão e o Domingo de Páscoa. Diz a lenda que os sinos voam para Roma até a Páscoa e, no caminho de volta, deixam cair ovos, que as crianças devem encontrar. As crianças belgas fazem ninhos de palha e os escondem na grama, esperando que o coelho da Páscoa os encha de ovos.

### Bulgária
Os búlgaros colorem ovos cozidos na Quinta-Feira Santa, após a missa. Os pães pascais também são uma tradição muito forte: podem ser pequenos ou grandes, mas sempre decorados. O pão é chamado "kolache" ou "kozunak". Seu sabor é semelhante ao do panetone brasileiro. Um desses pães é especialmente decorado incrustando-se ovos vermelhos nele (sempre em números ímpares) e levado à igreja na madrugada de sábado, para uma sequência de liturgias. Após esses eventos, os pães e ovos são abençoados e levados de volta para casa. Com esses alimentos presenteiam-se amigos turcos da família (que se sentem muito honrados e retribuem com dinheiro), os chamados pais espirituais (padrinho e madrinha), pais biológicos e todos os outros parentes e amigos.
Os ovos são quebrados após a missa da meia-noite e durante os próximos dias. Um dos ovos é quebrado na parede da igreja (e esse é o primeiro ovo a ser comido após o jejum da Quaresma). Outro ritual, o da quebra de ovos, acontece após o almoço de Páscoa. Cada pessoa escolhe um ovo e, então, cada um a sua vez, bate seu ovo contra o dos outros. Aquele que ficar com o seu ovo inteiro por último terá um ano de sorte.

### Estados Unidos
A atividade mais comum nos países é a caça ao ovo de Páscoa. Os ovos cozidos, decorados com tintas, são escondidos e as crianças devem encontrá-los. Em comunidades menores, as crianças da cidade se reúnem em praças para encontrar os ovos, escondidos por todo lugar.
A Páscoa na Casa Branca, sede do governo norte-americano, reúne pessoas de todo o país. A tradição vem do início da década de 1870, quando crianças brincavam, durante a Páscoa, no gramado do Capitólio, em Washington D.C. Elas levavam seus ovos cozidos e os rolavam na grama para ver quem conseguia mandar o ovo mais longe. Em 1877, uma lei proibiu a atividade, mas o presidente Rutherford Hayes, em 1878, liberou o gramado sul da Casa Branca para a rolagem de ovos.
Hoje, o evento (gratuito) tem ingressos colocados à disposição de crianças entre 3 e 6 anos, acompanhadas dos pais, que participam de diversas brincadeiras em volta da Casa Branca, até seu momento de rolar ovos no gramado.

### México
Nesse país é popular a "malhação de Judas", o apóstolo que traiu Jesus. Ao meio-dia do Domingo de Páscoa, bonecos representando Judas são socados, enforcados e queimados. Em algumas cidades, Judas também é representado por uma piñata, um jarro cheio de doces que as crianças devem tentar quebrar, espalhando doces para todos os presentes.

### Oriente Médio
A cerimônia do lava-pés é um dos pontos altos da comemoração. Na Quinta-Feira Santa, os padres convidam mendigos a entrar e lavam seus pés e lhes dão presentes, para lembrar o ato de Jesus Cristo.

### Suécia
Os suecos mantêm uma relação extremamente solene com a Semana Santa. Fazer casamentos e batizados nessa época é considerado inapropriado. Mas esse quadro, aos poucos, vem mudando: já há alguns anos os cinemas estão abrindo na Sexta-Feira da Paixão. Devido ao clima do país, as palmas do Domingo de Ramos costumam ser substituídas por ramos de salgueiro. De tão ligada a essa liturgia, a folha de salgueiro ficou conhecida como "palma" pelos suecos.
As tradições pascais da Suécia e de outros países escandinavos lembram muito o Halloween norte-americano. Na Quinta-Feira Santa ou na véspera da Páscoa, as crianças suecas vestem-se como bruxos e visitam seus vizinhos, deixando um cartão decorado (a "carta de Páscoa") e esperando receber um doce ou dinheiro em troca.

Esse costume tem origem numa lenda local, que dizia que, durante a Páscoa, a atividade de bruxas e bruxos crescia muito. A tradição das "cartas" é especialmente difundida no oeste da Suécia, onde também é costume colocar essas cartas nas caixas de correios ou por debaixo das portas sem ser visto. A identidade de quem enviou o cartão é sempre secreta. Os suecos também entregam ovos cozidos decorados durante a Páscoa, mas nem de longe tão elaborados como em outros países da Europa.